# Animamina
Animamina — дебютный мини-альбом исландского струнного квартетa Amiina, издан в начале декабря 2004 года на лейбле Smekkleysa в Исландии, в середине 2005 года на The Workers Institute в США и Speak N Spell — в Австралии

## Об альбоме
Запись состоит из четырёх треков. Доминирует звучание струнных, электронные семплы, а также использование экспериментальных инструментов: генерация звука при помощи стеклянных бокалов, игра на пиле и тетиве лука.
Звучание альбома напоминает работы таких коллективов, как Sigur Rós и Múm, несмотря на то, что их стили сильно разнятся друг от друга.
Название является палиндромом, группа во время записи носила имя Amína (после название было изменено на Amiina во избежания споров с тунисской певицей Аминой).
Работа получила высокую оценку в ряде музыкальных изданий всего мира.

## Список композиций
1. Skakka — 4:13
2. Hemipode — 4:29
3. Fjarskanistan — 6:29
4. Bláskjár — 3:20

## Участники записи и оформления
- Обложка — Egill Kalevi
- Мастеринг — Birgir Jón Birgisson, María Huld Markan Sigfúsdóttir
- Микширование — María Huld Markan Sigfúsdóttir

### Состав коллектива
- Edda Rún Ólafsdóttir
- Hildur Ársælsdóttir
- María Huld Markan Sigfúsdóttir
- Sólrún Sumarliðadóttir